# Комунанца
Комунанца (итал. Comunanza) насеље је у Италији у округу Асколи Пичено, региону Марке.
Према процени из 2011. у насељу је живело 2518 становника. Насеље се налази на надморској висини од 453 м.

## Становништво
| 1936. | 1951. | 1961. | 1971. | 1981. | 1991. | 2001. | 2011. |
| ----- | ----- | ----- | ----- | ----- | ----- | ----- | ----- |
| 4.287 | 4.225 | 3.675 | 2.977 | 2.919 | 3.026 | 3.100 | 3.204 |